# 紀元前270年代
紀元前270年代（きげんぜんにひゃくななじゅうねんだい）は、西暦による紀元前279年から紀元前270年までの10年間を指す十年紀。

## できごと
- ガラティアにガリアができた。
- エペイロスと共和政ローマの間でピュロスの戦いが勃発した。

### 紀元前278年
- 秦の将軍白起、楚の都郢を落とす。楚は陳に遷都。
- 楚の屈原が汨羅江に入水する。

### 紀元前275年
- ピュロス、エペイロスに撤退。